# Tömzsi korallgomba
A tömzsi korallgomba (Ramariopsis kunzei) a palánkagombafélék családjába tartozó, Eurázsiában, Észak-Amerikában és Ausztráliában honos, lombos és tűlevelű erdőkben élő, ehető gombafaj. 

## Megjelenése
A tömzsi korallgomba termőteste 2-12 cm magas és max. 10 cm széles; korallszerű, sűrűn elágazó. Az ágak 1-5 mm vastagok, felületük sima, színük fehér, idővel piszkosrózsaszínes árnyalatúak lehetnek. Csúcsuk tompa vagy kissé hegyes.
Tönkrésze nem mindig fejlődik ki. Általában rövid és tömzsi, 0,5-3 cm magas és kb. 1 cm széles. Színe fehéres, néha rózsaszínes vagy sárgás árnyalatú. Felülete finoman pelyhes-szálas. 
Húsa törékeny, színe fehéres. Íze és szaga nem jellegzetes. 
Spórapora fehér. Spórája kerek vagy szélesen elliptikus, felületét apró tüskék borítják, a csírapórus jól látható; mérete 3-5 x 3-4,5 µm. 

### Hasonló fajok
Hasonlít hozzá a fésűs korallgomba, amely ágainak vége fésűszerűen behasadozott. 

## Elterjedése és termőhelye
Eurázsiában, Észak-Amerikában és Ausztráliában honos. Magyarországon ritka.
Lombos vagy tűlevelű erdőkben él, az avar szerves anyagait bontja. Augusztustól októberig terem. 

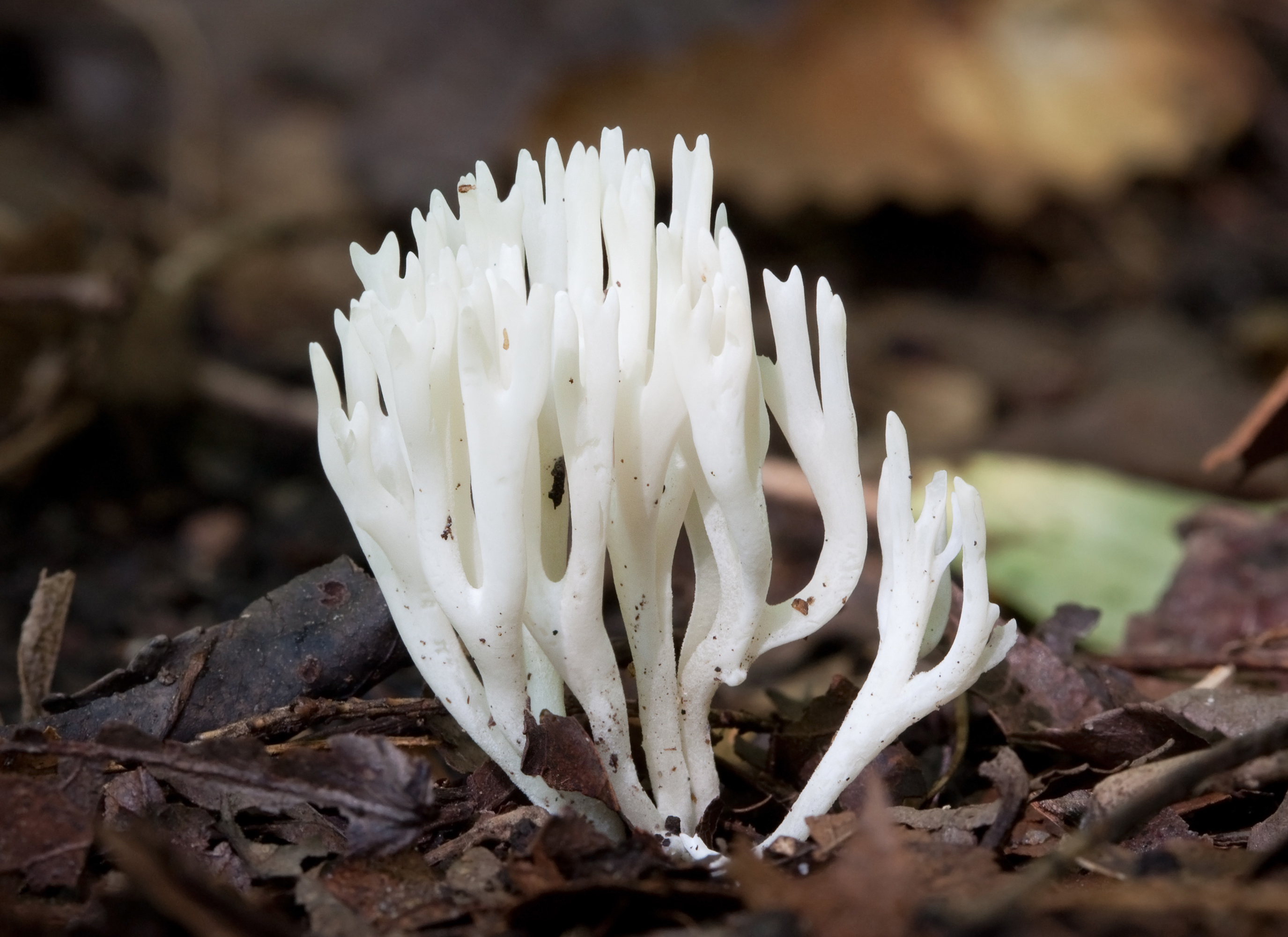
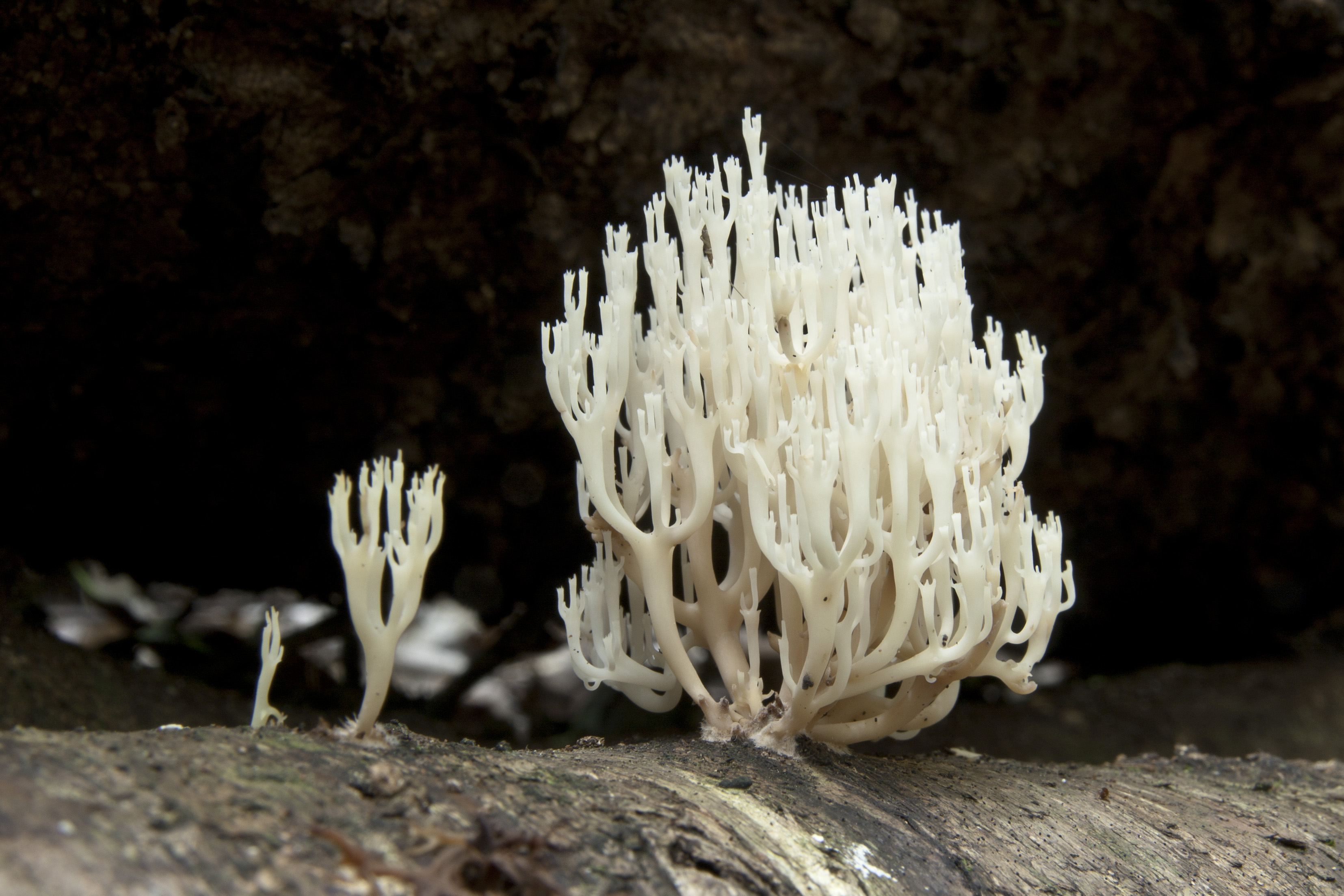
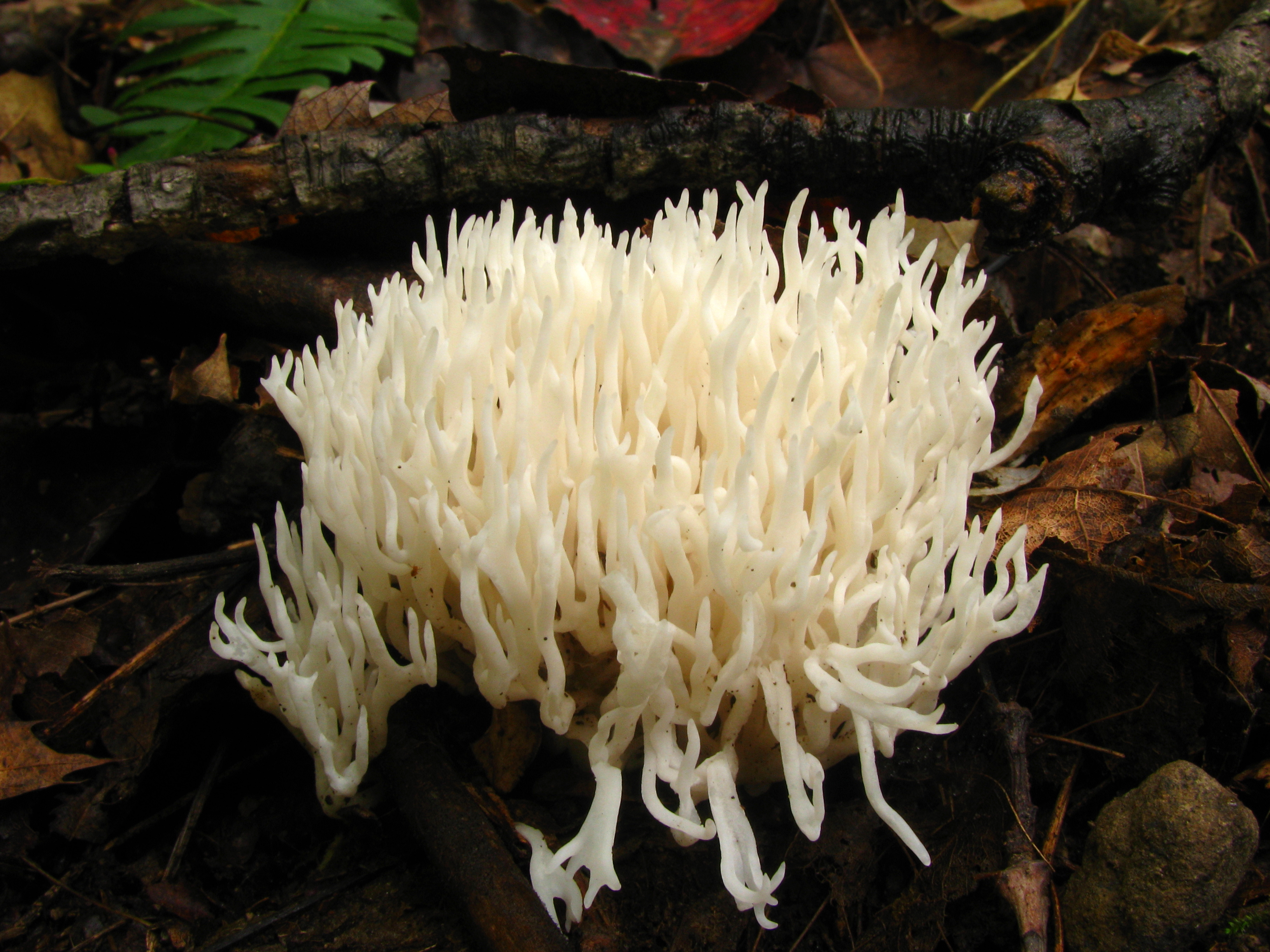
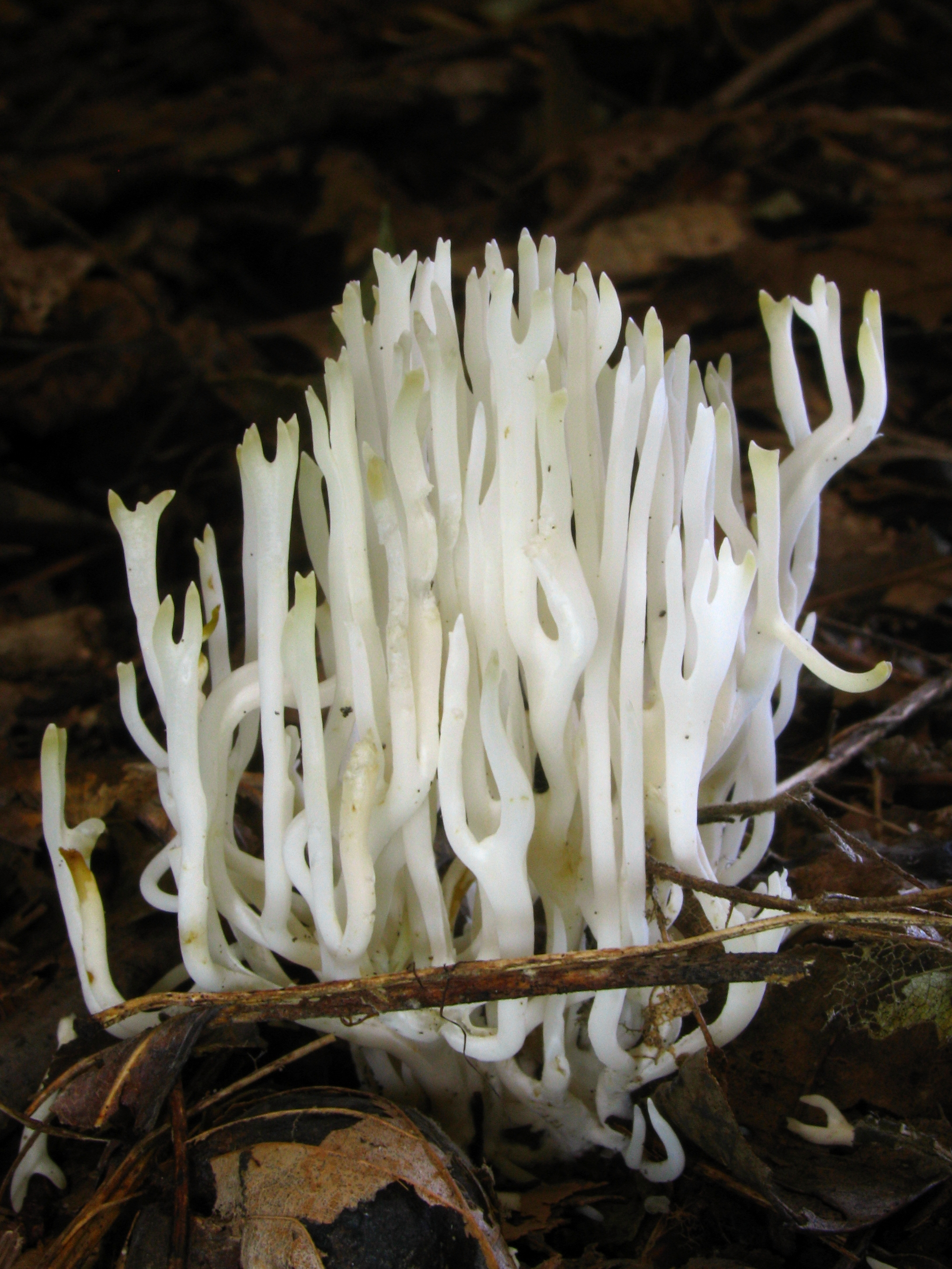

Ehető, de nem túl ízletes gomba.  